# トライ・インターナショナル
株式会社トライ・インターナショナル（英: TRY International Inc.）は、千葉県千葉市に本社を置き味噌ラーメン専門店「麺場 田所商店」の経営とFC展開のほか、海外食材をはじめとしたOEM事業、海外ブランドの販売代理店、田所商店ブランドの販売、食品の製造・輸出入、そのほか飲食関連事業などを行う企業。

## 概要
2003年に「有限会社トライ」を設立、千葉市に「味噌らーめん専門店」を開店させた。以来、「麺場 田所商店」「Ramen Misoya」の屋号で出店を重ね、2024年現在では国内外に180店舗以上を展開している。
2008年6月、ブラジル・サンパウロで、海外1号店となる「らーめん和（カズ）」を開店。現地店舗で使用する麺やスープ、餃子はトライ社が日本で製造したものを輸入している。以降、積極的に海外に進出し、ブラジルのほか、アメリカやカナダなどに直営や合弁、暖簾分けの形で店舗を展開。「Ramen Misoya」ニューヨーク店は、ミシュランガイドの「ビブグルマン」（コストパフォーマンスに優れた店）の評価を5年連続受けた。

## 沿革

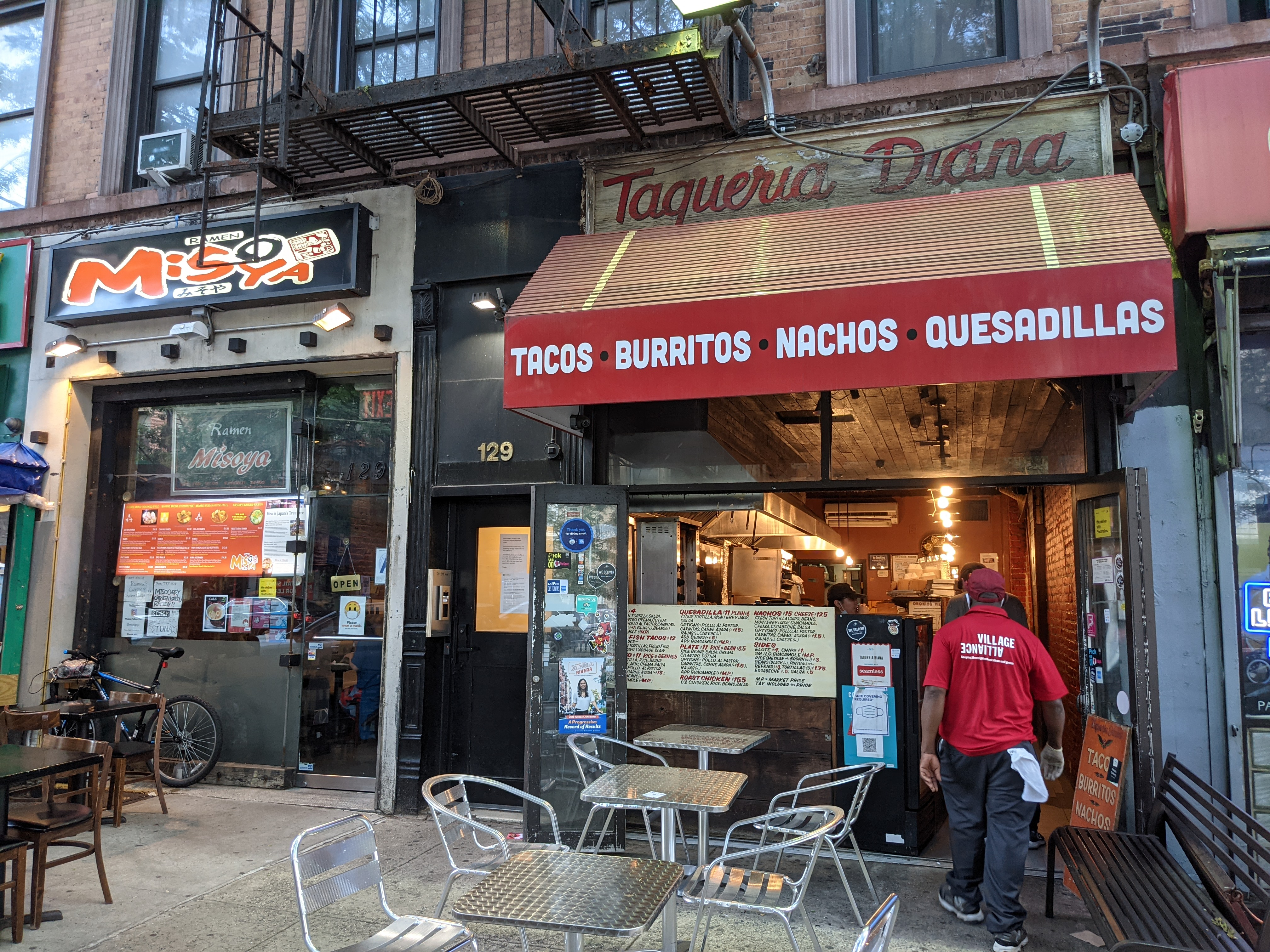
Ramen Misoya NewYork（左）

- 2003年（平成15年）- 千葉県千葉市にて有限会社トライを設立。千葉市に「味噌ラーメン専門店」開店。
- 2004年（平成16年）- FC全国展開を開始。
- 2005年（平成17年）-「麺場 田所商店 行徳店」開店。千葉県、茨城県、愛知県各地に出店を開始。
- 2007年（平成19年）- 株式会社トライに改組。千葉市若葉区貝塚町に本社を移転。
- 2008年（平成20年）- ブラジル・サンパウロに海外1号店（FC）開店。
- 2009年（平成21年）- 千葉市に「麺場 田所商店 武石本店」開店。
- 2012年（平成24年）- 株式会社トライ・インターナショナルへ商号変更。本社を千葉市美浜区中瀬へ移転
- 2014年（平成26年）- 味噌は日本人の宝物株式会社、株式会社トライ・インターナショナルベトナムを設立。
- 2015年（平成27年）- 食品工場・有限会社ミソヤ・ベトナムを設立。
- 2018年（平成30年）- 日本国内100店舗に到達。
- 2019年（平成31年/令和元年）- 株式会社新原味噌醤油（現・薩摩川内味噌醤油）をグループ会社化。
- 2020年（令和2年）- 味噌は日本人の宝物 株式会社が中古厨房機器販売事業「ちゅうぼうランド」を開始する。
- 2022年（令和4年）- 営業本部を丸の内に移転、東京本社とする。
- 2023年（令和5年）- 株式会社ファミリーフーズをグループ会社とする。
- 2024年（令和6年）- 株式会社俺の空をグループ会社とする。食品・食材等の貿易商社トライ・インターナショナル トレーディング有限会社をベトナムに設立

## 店舗
「蔵出し味噌 麺場 田所商店」、「Ramen Misoya」(海外ブランド)などの屋号で
国内に180店舗以上、海外に10店舗（2024年現在）を有する。

### 麺場 田所商店

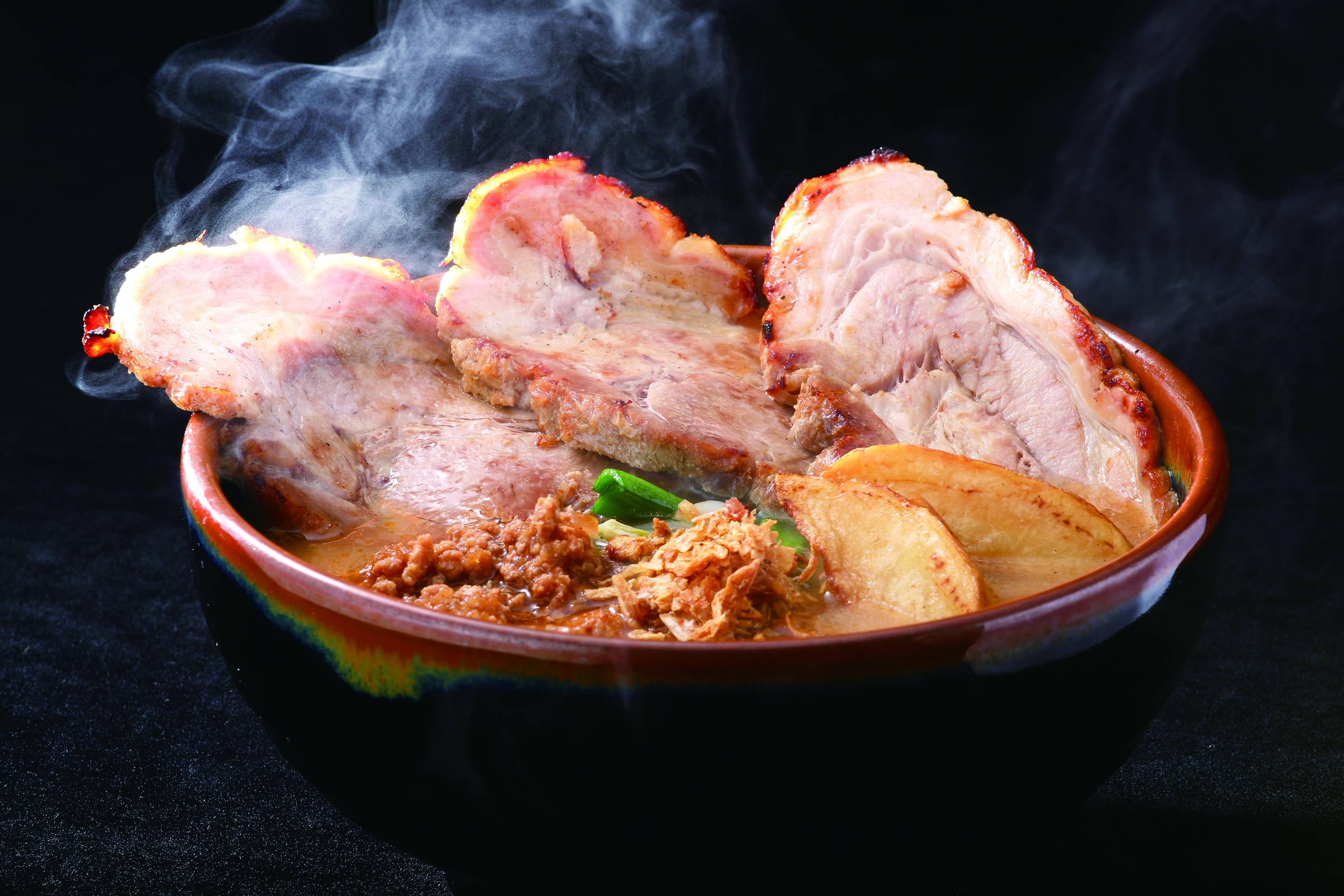
北海道味噌 味噌漬け炙りチャーシュー麺

味噌ラーメン専門店として、関東を中心に郊外に店舗を展開。メニューのバリエーションは、スープのベースとなる味噌とトッピングの具材の組み合わせから構成されている。
ベースは北海道味噌、江戸前味噌、信州味噌、伊勢味噌、九州麦味噌などから店舗ごとに3種類を提供し、それぞれの味噌にちなんだトッピングをのせている。看板メニューは北海道味噌 味噌漬け炙りチャーシュー麺。具材は野菜、肉ネギなど。追加トッピングとして味噌に漬け込んだ味噌漬け炙りチャーシューや味噌漬け煮玉子、大判のバターなど。サイドメニューに味噌チャーハン、味噌からあげなどを揃える。
また期間限定メニューもあり季節によって各地の味噌(その味噌に合わせたトッピングがのっている)を楽しめる。

### 海外展開
2008年ブラジルサンパウロへの出店を皮切りに、2025年現在「Ramen Misoya」など、アメリカ・カナダ・ブラジル・タイに展開している。
かつては台湾、ベトナム、スリランカ、イタリアなどに出店していたが現在は撤退している。